# Арад Доман
Арад Доман е името на измислена страна и на жителите ѝ във фентъзи поредицата Колелото на Времето.

## География и политка
Арад Доман се намира на западния бряг на Аритския океан на север долината на Алмот и на изток от Мъгливите планини. Столица е Бандар Еваан. Държавата е управлявана от крал или кралица (към момента на издаване на Среднощни кули крал Алсалам Саийд Алмадар, Лорд на Алмадар, Висок трон на Дом Алмадар), принадлежащ/а към аристокрацията и избиран/а от съвет от главите на търговските гилдии (повечето от които жени), т.нар. Съвет на Търговците. Владетелят се избира до живот и властта му е абсолютно, но може да бъде свален с три четвърти от гласовете на Съвета на Търговците.

## Култура и икономика
Аристократите, произхождащи от първите родове участвали в създаването на държавата са познати като bloodborn.
Доманките са основния извор на славата на Арад Доман, като се смята, че са издигнали прелъстяването в изкуство. Обикновено носят тясно прилепнали рокли, намирани за скандални на други места. Жените също така имат водеща ръководна роля в търговията на Арад Доман. Основен продукт на търговия са конете, с които Арад Доман също е известен. Особено известна, макар и не продавана извън страната е уникалната порода „бръснач“, чийто прогенитор е зебрата. За жените от Арад Даман се смята, че са опитни във флиртуването. Добро потвърждение за този факт е Леане Сеидай, който е доманка.

### Известни Персонажи
Родел Итуралд от Арад Доман е един от Петимата велики генерали.
Леане Шариф/Леане Сейдай, Пазителката на хрониките в Тар Валон по времето на Сюан Санче е доманка.

## Роля в сюжета
Внимание! Следващия пасаж разкрива част от сюжета на книгата!
Към момента на издаване на Среднощни кули Арад Доман е разкъсван от гражданска война и от войни между Заклетите в Дракона. Арад Доман е потенциално следващата цел пред завоеванието на Сеанчан. Заради войните много бежанци търсят убежище в столицата, където цари глад. В Арад Доман са разположени голямо количество от войските на Преродения Дракон, включително и аийлци, и странната е практически окупирана. Затова Ранд ал-Тор лично се грижи за осигуряването на провизии, използвайки корабите на Морския народ и жито от Тийр.
Родел Итуралд е изпратен заедно с корпус войски на Дракона (включително Аша-ман) да защитава Салдеа от прииждащите войски на Тъмния.